# ناقل دقيق
الناقل الدقيق هو مصفوفة داعمة تسمح بنمو الخلايا الملتصقة في المفاعلات الحيوية.
بدأ تطور الناقلات الدقيقة في عام 1967 عندما اكتشف فان ويزل أن الناقلات الدقيقة بإمكانها دعم نمو الخلايا المعتمدة على السطح [1] ويتراوح محيط الناقلات الدقيقة عادةً بين 125 إلى 250 ميكرومتر، وبالتالي يتيح شكلها الكروي وكثافتها المحافظة عليها في وضع التعليق بقضيب بسيط. من الممكن عمل الناقلات الدقيقة من العديد من المواد المختلفة، منها ثنائي إيثيل أمينو إيثيل سليولوز والزجاج والبلاستيك متعدد الستيرين، والأكريلاميد والكولاجين، وتستطيع تلك المواد، بالاشتراك مع بعض مواد الكيمياء السطحية، أن تؤثر على السلوك الخلوي، بما فيه التشكل الخلوي، والتكاثر.[2-5] قد تشتمل مواد الكيمياء السطحية على مصفوفة بروتينات إنزيمية، وبروتينات مصنّعة، وببتيدات، وجزيئات مشحونة بشحنة سالبة أو موجبة.
عادةً ما تُستخدم الناقلات الدقيقة لزيادة نمو تجمعات الخلايا المتصلة المنتجة للبروتين، أو المنتجة للفيروسات في مشروعات إنتاج المواد البيولوجية (البروتينات) واللقاحات، في نطاق تجاري واسع.
تتم عملية زرع الخلايا للناقلات الدقيقة عادةً في قوارير غزَّالة، على الرغم من أن الأوعية الأخرى، مثل المفاعلات الحيوية منخفضة الجاذبية مستديرة الجدار أو المفاعلات الحيوية المميعة بإمكانها أيضًا دعم عمليات الزرع القائمة على الناقلات الدقيقة. ومن مميزات تقنية الناقلات الدقيقة في صناعة اللقاح (أ) سهولة الزيادة، و(ب) القدرة على التحكم في ظروف نمو الخلية في المفاعلات الحيوية المعقدة التي يتحكم فيها الحاسوب، و(ج) تقليل مساحة وحجم الحاضنة اللازمة لعملية التصنيع محددة الحجم، و(د) انخفاض كبير في الأيدي العاملة الفنية.
يتوفر العديد من أنواع الناقلات الدقيقة تجاريًا؛ منها القائمة على الدكستران (سيتوديكس، جنرال إلكتريك للرعاية الصحية)، والقائمة على الكولاجين (كالتيسفير، بيرسيل)، والقائمة على متعدد الستيرين (سولوهيل الهندسية). وتختلف هذه الناقلات في المسامية، والوزن النوعي، والخصائص البصرية، ووجود المكونات الحيوانية، وأيضًا المواد الكيميائية السطحية.

## وصلات خارجية
- GE Healthcare handbook: Microcarrier cell culture - principles and methods